# NGC 1798
NGC 1798 is een open sterrenhoop in het sterrenbeeld Voerman. Het hemelobject werd in 1887 ontdekt door de Amerikaanse astronoom Edward Emerson Barnard.

## Synoniemen
- OCL 410